# Rafjorden
Rafjorden (nordsamisk: Rávjavuotna) er en fjordarm af Tanafjorden i Gamvik kommune i Troms og Finnmark fylke i Norge. Den ligger på den sydøstlige  del af Nordkinnhalvøen. Fjorden har indløb mellem Deaigu i nord og Rafjordnæsset i syd og går fem kilometer i nordvestlig retning, til Rafjordbotn inderst i fjorden.
Rafjorden ligger mellem  bratte sjeldsider som stiger 300 meter op fra fjorden. Den eneste bebyggelse ved fjorden er Hamna på nordsiden.